# Мошано Сант'Анджело
Моша̀но Сант'А̀нджело (на италиански: Mosciano Sant'Angelo) е град и община в Южна Италия, провинция Терамо, регион Абруцо. Разположен е на 227 m надморска височина. Населението на общината е 9294 души (към 2010 г.).